# Ondata di freddo dell'aprile 1995
L'ondata di freddo dell'aprile 1995 fu un'ondata di freddo che colpì il Centro Italia tra il 14 e il 17 aprile del 1995.

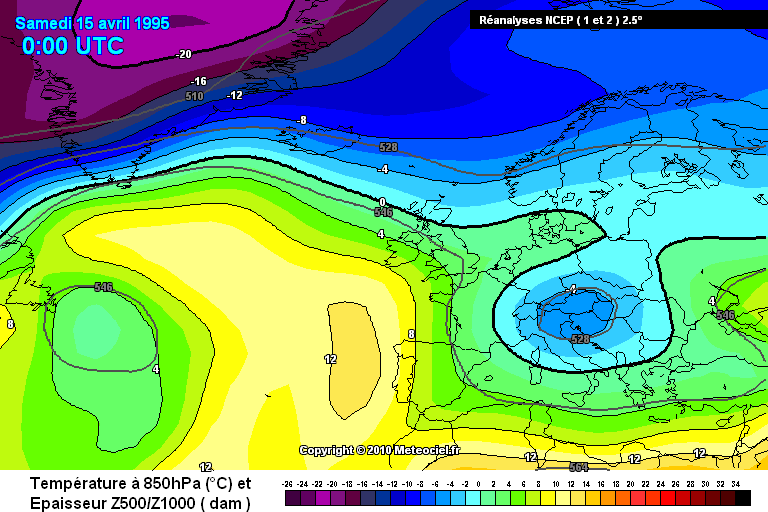
Situazione per quanto riguarda 850Hpa

## Contesto
L'aprile del 1995 iniziò con temperature nella norma e bel tempo. Tuttavia dalla metà del mese si ebbe a un colpo di coda invernale con precedenti solo nell'Aprile 1991. Il tutto avvenne grazie a un cambio d'assetto barico da parte dell'Anticiclone delle Azzorre, che si mantenne sulle isole Britanniche per qualche giorno, facendo sì che aria gelida proveniente dalla Russia scivolasse sulle regioni centrali della nostra penisola, con goccia fredda in quota tra Lazio e Abruzzo.

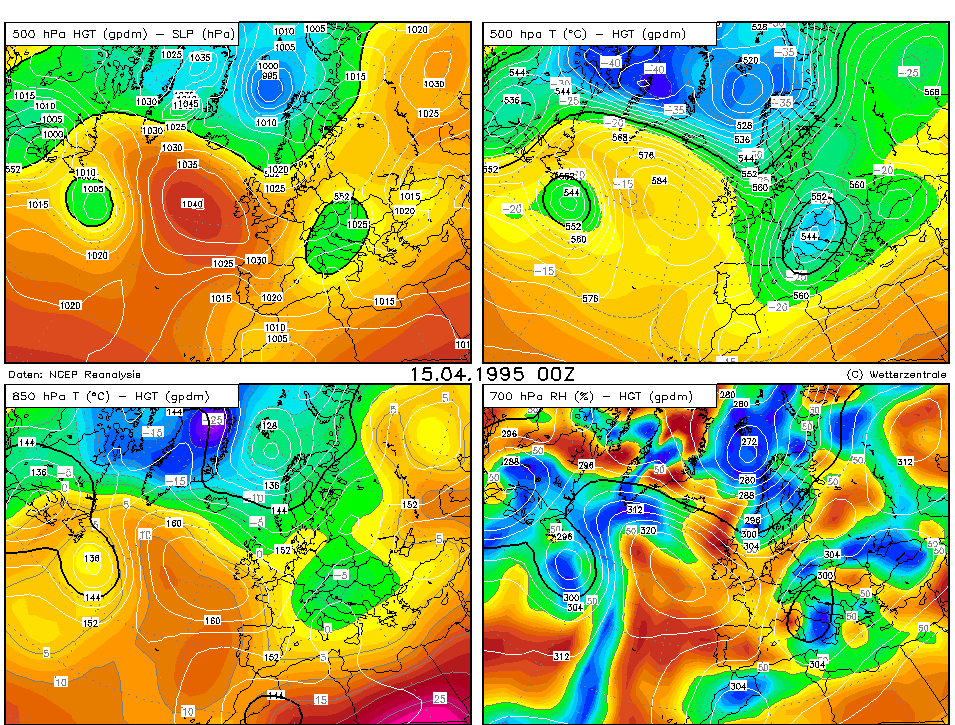
Mappe varie che descrivono le situazioni in quota.

## Situazione sull'Italia
L'apice del maltempo si ebbe tra il 14 e il 15 aprile, quando, a causa del brusco calo delle temperature, la neve si spinse fino a quote collinari. La neve raggiunse i 200-300 metri di quota in Provincia di Frosinone e sul Viterbese, a Frosinone (ma anche in altri comuni della Media Valle Latina) il manto nevoso al suolo fu di circa 30 centimetri a fine evento. Forti nevicate interessarono anche i Castelli Romani, con accumuli di circa 40-50 centimetri. La zona più colpita fu la Marsica, in Abruzzo, dove cadde oltre un metro di neve fin su Avezzano, mentre nelle zone oltre i 600-700 la neve superava quasi ovunque i 50 cm. Nevicò copiosamente anche al centro-nord e in molte zone interne dell'Appennino.

### Situazioni simili
- Ondata di freddo del marzo 1971